# ويل كورفر
ويل كورفر (بالألمانية: Wiel Coerver) (من مواليد 3 ديسمبر 1924، وتوفي في 22 أبريل 2011) هو لاعب ومدرب كرة قدم هولندي سابق، درب العديد من الأندية الأوربية. كان أبرزها نادي فاينورد الهولندي، حيث فاز معه بلقب كأس الاتحاد الأوروبي في عام 1974.
اشتهر ويل كوفر بلقب  ألبرت انشتاين كرة القدم، فهو صاحب الفضل في تأسيس “تقنية كورفر” الكرويه، واللي بدأت بالظهور في السبعينيات القرن الماضي لتدريب الناشئين على تقنيات كرة القدم (اللعب الجماعي وإستقبال الكرة).